# Steve Howey (labdarúgó)
Stephen Norman Howey (Sunderland, 1971. október 26. –) angol válogatott labdarúgó.

## Pályafutása

### Klubcsapatban
1989 és 2000 között a Newcastle Unitedben játszott. 2003 és 2003 között a Manchester City játékosa volt, a 2003–04-es szezonban a Leicester csapatát erősítette. 2004-ben a Bolton Wanderersben és a New England Revolutionban játszott. 2005-ben a Hartlepool United tagjaként fejezte be a pályafutását.

### A válogatottban
1995 és 1996 között 4 alkalommal szerepelt az angol válogatottban. Részt vett az 1996-os Európa-bajnokságon.

## Sikerei, díjai
Newcastle United
- Angol másodosztályú bajnok (1): 1992–93
- Angol kupadöntős (1): 1997–98

Manchester City
- Angol másodosztályú bajnok (1): 2001–02